# Бехар
Бе́хар (исп. Béjar) — муниципалитет в Испании, входит в провинцию Саламанка в составе автономного сообщества Кастилия и Леон. Город живописно расположен на отвесно спускающемся плато при реке Куэрпо де Гомбро, с развалинами родового замка герцогов Бехарских.
Муниципалитет находится в составе района (комарки) Сьерра-де-Бехар. Занимает площадь 45,74 км². Население — 14785 человек (2010). Расстояние до административного центра провинции — 72 км.

## История
Город Бехар возник в античные времена. В VIII—XI веках находился под арабским управлением, тогда и получил современное название.
После завоевания кастильцами укреплён, дабы противостоять маврам, а потом и португальцам. В 1396 году передан роду Суньига, которые сделали его центром своих владений. С XV века глава рода носил титул герцога Бехарского. В честь одного из этих герцогов был назван город Сан-Антонио-де-Бехар в Техасе, ныне — Сан-Антонио.
На рубеже XIX—XX веков жители города занимались в основном торговлей шерстью и фабрикацией сукна; в последней, вместе с мастерскими в окрестных селениях, были заняты около 5 тысяч человек. Также Бехар славился своей ветчиной, считающейся в то время лучшей во всей стране.

## Население
| Год  | Численность | Численность   |
| ---- | ----------- | ------------- |
| 2001 | 15 575      | [ 6 ]         |
| 2002 | 15 342      | [ 7 ]         |
| 2004 | 15 102      | [ 8 ]         |
| 2005 | 15 063      | [ 9 ]         |
| 2006 | 14 948      | [ 10 ]        |
| 2007 | 15 016      | [ 11 ]        |
| 2008 | 15 110      | [ 12 ]        |
| 2009 | 15 007      | [ 13 ]        |
| 2010 | 14 785      | [ 14 ]        |
| 2011 | 14 511      | [ 15 ]        |
| 2012 | 14 408      | [ 16 ]        |
| 2013 | 14 280      | [ 17 ]        |
| 2014 | 13 951      | [ 18 ]        |
| 2015 | 13 724      | [ 19 ]        |
| 2016 | 13 403      | [ 20 ]        |
| 2017 | 13 221      | [ 21 ]        |
| 2018 | 12 961      | [ 22 ] [ 23 ] |
| 2019 | 12 739      | [ 24 ]        |
| 2020 | 12 559      | [ 25 ]        |
| 2021 | 12 269      | [ 26 ]        |
| 2022 | 12 099      | [ 27 ]        |
| 2023 | 12 021      | [ 28 ]        |
| 2024 | 11 957      | [ 3 ]         |